# Oława
Oława ([ɔˈwava]; nemško Ohlau) je mesto na jugozahodu Poljske, ki leži v Spodnješlezijskem vojvodstvu. Leta 2005 je mesto imelo 31.078 prebivalcev. Je glavno mesto istoimenskega okrožja in tudi manjšega administrativnega okrožja Gmina Oława (pri čemer ni del tega okrožja, saj je mesto urbana gmina).